# Constantin Franz von Neurath

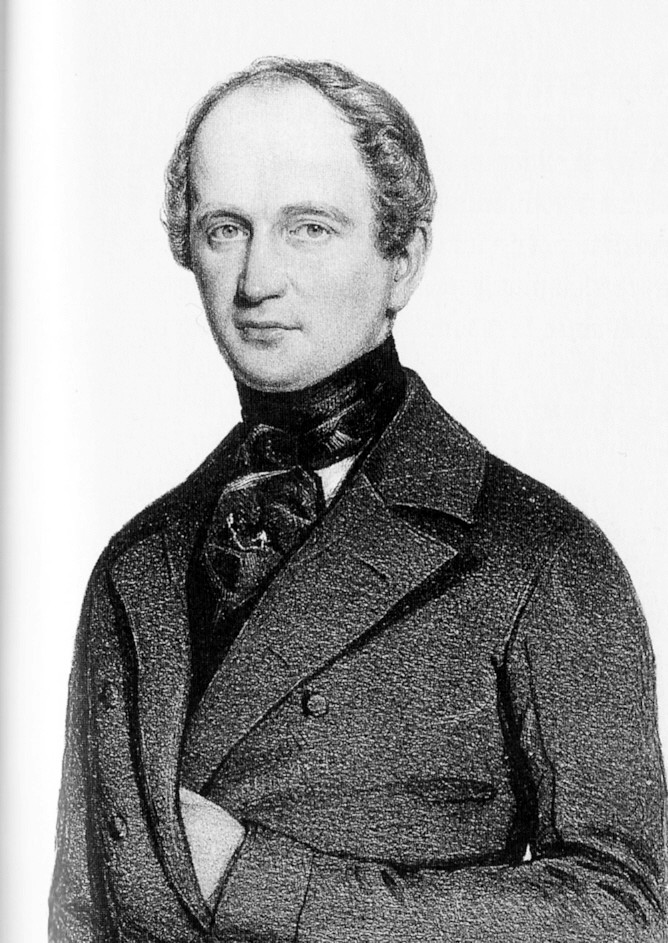
Constantin Franz Justus Freiherr von Neurath

Constantin Justus Franz Johannes von Neurath, seit 1851 Freiherr von Neurath, (* 22. April 1807 in Wetzlar; † 8. September 1876 auf dem Leinfelder Hof) war ein deutscher Jurist und Diplomat. Er war Außenminister des Königreichs Württemberg.

## Leben
Constantin von Neurath besuchte das Gymnasium in Stuttgart. Er studierte an der Eberhard Karls Universität Tübingen Rechtswissenschaft und wurde am 18. November 1824 Mitglied des Corps Allemannia I. Er wechselte an die Ruprecht-Karls-Universität Heidelberg. Die beiden höheren Justizdienstprüfungen bestand er als jeweils bester Proband. Nach dem Eintritt in den Justizdienst des Königreichs Württemberg war Neurath an verschiedenen Oberamtsgerichten tätig. 1839 wurde er Rat am Kreisgerichtshof in Esslingen. Im Jahre 1840 erfolgte seine Beförderung zum Kanzleidirektor im Justizministerium. Ebenfalls im Jahre 1840 wurde er Geheimer Legationsrat des württembergischen Außenministeriums. Bis zur Märzrevolution blieb er im diplomatischen Dienst unterwegs in Europa, zog sich dann aber von 1848 bis Ende 1850 ins Privatleben zurück, da er die Bestrebungen der schließlich gescheiterten Revolution ablehnte. Er war Teilnehmer an der Ministerialkonferenz aller Bundesstaaten vom 23. Dezember 1850 bis 15. Mai 1851 in Dresden. Damit erfolgte seine politische Reaktivierung. Seine Familie wurde im Jahre 1851 in den erblichen württembergischen Freiherrenstand erhoben. Am 12. April 1851 ernannte ihn König Wilhelm I. zum Mitglied der Kammer der Standesherren auf Lebenszeit. Am 8. Mai 1851 übernahm Neurath den Vorsitz im Geheimen Rat, wenngleich seine offizielle Ernennung zum Präsidenten dieses Gremiums erst am 24. April 1855 erfolgte. Vom 8. Mai 1851 bis zum 14. Juli 1854 war Neurath Chef des Außenministeriums, seit 20. Februar 1852 mit dem Titel eines Ministers. Wegen einer von König Wilhelm veranlassten Pressemitteilung, die Neuraths Missfallen erregte, bat er im Juli 1854 um seine Entlassung. Mit dem Regierungsantritt von König Karl wurde eine Neuzusammensetzung der Ressortchefs vollzogen. Im neuen Ministerium Varnbüler amtierte Neurath seit dem 4. Oktober 1864 als Chef des Justizministeriums bis zum Eintritt in den nach dem Deutschen Krieg erbetenen Ruhestand am 27. April 1867. Neurath wollte so viel wie möglich von Württembergs Selbstständigkeit gerettet wissen und konnte die Politik der Zugeständnisse von Karl von Varnbüler an das siegreiche Preußen nicht mittragen. Von 1868 bis 1870 war Neurath mit dieser kritischen Gesinnung Abgeordneter im Zollparlament. Bei der Wahl zum Zollparlament hatte Neurath 92 Prozent der abgegebenen Stimmen im Wahlkreis Ravensburg-Wangen-Leutkirch-Tettnang errungen. Dies war das beste Ergebnis aller Kandidaten in Württemberg.

## Familiärer Hintergrund
Constantin von Neuraths Vater Constantin Franz Fürchtegott von Neurath (* 1777; † 1817) war im November 1817 kurzzeitig württembergischer Justizminister. Der Geburtsname der Mutter Charlotte (1789–1869) lautete von Erath zu Erathsberg. Constantin von Neurath heiratete 1841 Emilie Freiin von Reck auf Autenried (* 1818; † 1858), von der er zwei Kinder bekam. Sein Sohn Konstantin Sebastian von Neurath (1847–1912) war Oberkammerherr des Königs von Württemberg und gehörte von 1881 bis 1890 als Abgeordneter dem Reichstag an. Dieser war der Vater des späteren deutschen Reichsaußenministers Konstantin Freiherr von Neurath.

## Ehrungen
- Orden der Württembergischen Krone, Großkreuz (1856)[2]